# Marie-Louise Bemelmans-Videc
Marie-Louise Bemelmans-Videc (Brunssum, 9 april 1947 – Leiden, 29 augustus 2021) was een Nederlands politicus en hoogleraar. Namens het Christen-Democratisch Appèl was zij van 8 juni 1999 tot 7 juni 2011 lid van de Eerste Kamer der Staten-Generaal.

## Loopbaan
Bemelmans-Videc studeerde sociologie aan de Rijksuniversiteit Leiden en de Erasmus Universiteit Rotterdam. In 1984 promoveerde ze in de sociale wetenschappen. Ze was werkzaam als wetenschappelijk medewerker in de vakgroep van hoogleraar Aris van Braam en universitair hoofddocent bestuurskunde aan de Rijksuniversiteit Leiden. In 1989 trad ze als hoofd kwaliteitszorg en adviseur in dienst van de Algemene Rekenkamer. Van 1992 tot 2011 was ze hoogleraar bestuurskunde aan de Radboud Universiteit Nijmegen.
Bij de Eerste Kamerverkiezingen 1999 werd Bemelmans-Videc gekozen in de senaat. Ze hield zich bezig met Algemene Zaken, Binnenlandse Zaken, Financiën en Europese Samenwerkingsorganisaties en was lid van het fractiebestuur. Vanaf 2003 was zij tevens lid en voorzitter van de Nederlandse Parlementaire Delegatie naar de Parlementaire Assemblee van de Raad van Europa, waar zij zich met name bezighield met Juridische Zaken en Mensenrechten. In 2011 nam ze afscheid van de senaat.

## Persoonlijk
Marie-Louise Bemelmans-Videc overleed in 2021 plotseling op 74-jarige leeftijd.

## Trivia

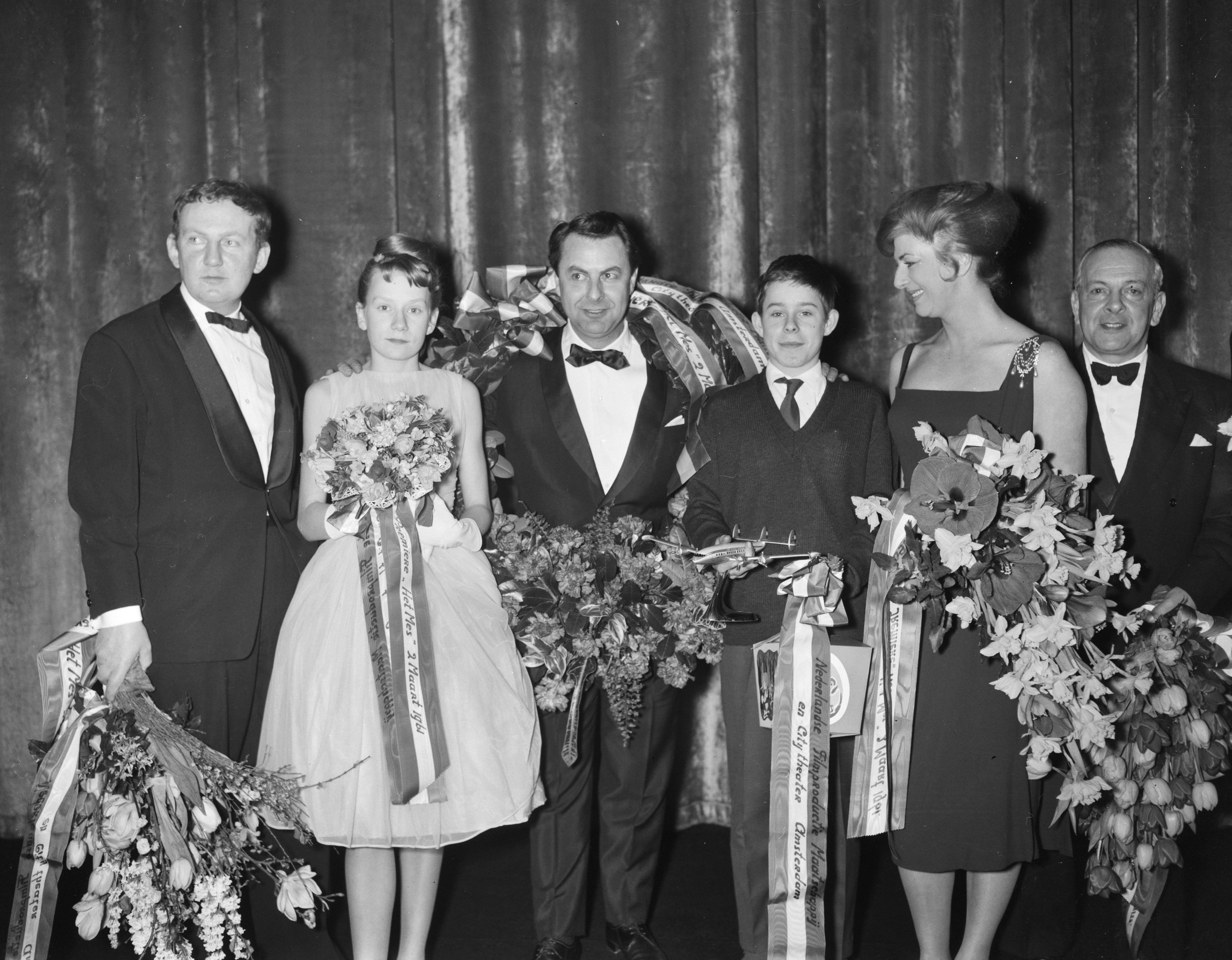
Marie-Louise Videc (tweede van links) bij de première van de film Het mes (1961)

Op 13-jarige leeftijd speelde Marie Louise Videc een van de twee hoofdrollen in de film Het mes van Fons Rademakers, naar een scenario van Hugo Claus.

## Onderscheidingen
- Ridder in de Orde van Oranje-Nassau (2011)
- Medaille Pro Merito Raad van Europa (2011)
- Edelvrouwe van de Ridderlijke Orde van het Heilige Graf van Jeruzalem

- Nationale Bibliotheek van Tsjechië: js2018983595
- Nationale Bibliotheek van Israël: 987007452675105171
- Nederlandse Thesaurus van Auteursnamen: 298973057
- Parlement.com: vg09llkh5xvd
- Système universitaire de documentation: 134222555
- Virtual International Authority File: 41132133